# Kanton Dornes
Kanton Dornes (francouzsky Canton de Dornes) je francouzský kanton v departementu Nièvre v regionu Burgundsko. Tvoří ho devět obcí.

## Obce kantonu
- Cossaye
- Dornes
- Lamenay-sur-Loire
- Lucenay-lès-Aix
- Neuville-lès-Decize
- Saint-Parize-en-Viry
- Toury-Lurcy
- Toury-sur-Jour
- Tresnay